# Shigeki Tsujimoto
Shigeki Tsujimoto (jap. 辻本 茂輝, Tsujimoto Shigeki; * 23. Juni 1979 in Suita, Präfektur Osaka) ist ein japanischer Fußballtrainer und ehemaliger Fußballspieler.

## Laufbahn
Tsujimoto spielte in der Mannschaft der 6. Mittelschule Suita und besuchte dann die bereits eine Vielzahl an Profisportlern hervorbringende 15 km entfernte Oberschule der Kinki-Universität. Nach seinem Schulabschluss wurde er 1998 von den Yokohama Flügels unter Vertrag genommen, wechselte aber nach einer Saison zu Kyoto Purple Sanga. Nach einem kurzen Intermezzo 2006 bei Tokushima Vortis kam er 2007 zum japanischen Amateurliga-Verein Sagawa Insatsu Soccer-bu und 2009 zum Präfekturligisten FC Osaka, bei dem er nach einer Saison seine Spielerkarriere beendete.
Tsujimoto war Mitglied der japanischen U-17- und U-20-Auswahl, mit der er sich für die Junioren-Fußballweltmeisterschaft 1999 qualifizierte, sowie der U-22-Auswahl.
2009 wurde er school coach für Vissel Kōbe, 2011 Coach der U-15-Mannschaft, 2014 Trainer des Kansai-Regionalligisten Arterivo Wakayama und ist seit 2015 Trainer der U-18-Mannschaft des Drittligisten Gainare Tottori.

## Errungene Titel
- Kaiserpokal: 1998, 2002